# Heinrich Spring
Heinrich Spring (* 25. Juni 1856 in Bückeburg; † 29. Mai 1909 in Karlsbad) war ein  preußischer Verwaltungsjurist und Landrat.

## Leben und Wirken
Nach dem Reifezeugnis am  Gymnasium Bückeburg studierte Heinrich Spring an den Universitäten  Leipzig,  Bonn,  Berlin und  Göttingen Rechts- und Staatswissenschaften und bestand am 30. Oktober 1880 die Prüfung zum Gerichtsreferendar beim Oberlandesgericht Celle. Am 18. August 1886 folgte die Prüfung zum Regierungsassessor mit dem Ergebnis "ausreichend". Seinen Militärdienst leistete er als Einjährig-Freiwilliger beim Füsilier-Regiment „General-Feldmarschall Prinz Albrecht von Preußen“ (Hannoversches) Nr. 73 und wurde wegen Krankheit vorzeitig entlassen. Am 8. November 1880 wurde er zum Gerichtsreferendar beim Oberlandesgericht Celle und drei Jahre später zum Regierungsreferendar bei der  Bezirksregierung Minden ernannt. Wiederum drei Jahre später war die Ennenung zum Gerichtsassessor mit anschließender Überweisung an die  Bezirksregierung Kassel. Am 17. März 1887 wurde Spring mit der kommissarischen Verwaltung des Landratsamtes des Kreises Hörde beauftragt. Der Kreistag Hörde fasste am 29. Oktober 1887 den einstimmigen Beschluss, auf sein Wahlrecht zu verzichten und um Ernennung Springs zum Landrat zu bitten. Am 5. Dezember 1887 wurde er definitiv zum Landrat des  Kreises Hörde ernannt und nach fast drei Jahren Amtszeit mit der kommissarischen Verwaltung der Stelle eines Oberregierungsrates  bei der  Bezirksregierung Trier beauftragt. Die definitive Ernennung zum Oberregierungsrat und Vertreter des Regierungspräsidenten war am 18. Juli 1900. In gleicher Eigenschaft wurde er am 1. Oktober 1904 an die Bezirksregierung Osnabrück versetzt.

## Ehrungen
- Roter Adlerorden IV. Klasse
- Kronenorden III. Klasse.